# Calamagrostis inexpansa
Calamagrostis inexpansa är en gräsart som beskrevs av Asa Gray. Calamagrostis inexpansa ingår i släktet rör, och familjen gräs. Inga underarter finns listade i Catalogue of Life.